# Formula One 2003
Formula One 2003 – gra o tematyce Formuły 1, którą stworzyło studio SCE Studio Liverpool, a wydana przez SCEE dnia 11 lipca 2003 na konsolę PlayStation 2.

## Odbiór gry
- Futuregamez – 77 / 100[2]
- GameRankings – 64,20% / 100%[1]
- play.tm – 65 / 100[3]
- Kikizo – 7,4 / 10[4]